# Stratford-on-Avon
Stratford-on-Avon este un district ne-metropolitan situat în Regatul Unit, în comitatul Warwickshire din regiunea West Midlands, Anglia.

## Orașe din district
- Bedworth
- Stratford-upon-Avon

## Vedeți și
- Listă de orașe din Regatul Unit

1. ↑   https://ons.maps.arcgis.com/home/item.html?id=a79de233ad254a6d9f76298e666abb2b Lipsește sau este vid: |title= (ajutor)